# Joe Hill (scrittore)
Joe Hill, pseudonimo di Joseph Hillström King (Hermon, 4 giugno 1972), è uno scrittore e fumettista statunitense, figlio del noto scrittore Stephen King.

## Biografia
Secondo dei tre figli di Stephen King e Tabitha Jane Spruce, Joseph Hillström cresce a Bangor, nel Maine. Da bambino, appare nel film Creepshow (1982), diretto da George A. Romero e sceneggiato dal padre.
In età adulta, per dedicarsi alla carriera di scrittore e non essere legato all'ingombrante fama del padre, sceglie come pseudonimo Joe Hill, abbreviazione del proprio nome di battesimo. Anche il fratello Owen King ha pubblicato un'antologia di racconti.
Nel 2005 Joe Hill pubblica la raccolta di racconti Ghosts (20th Century Ghosts), a cui segue nel 2007 il primo romanzo, La scatola a forma di cuore (Heart-Shaped Box), storia di un ex cantante metal interessato ad oggetti macabri.

Copertina del volume a fumetti The Cape. Raccoglie l'omonimo albo unico (2010) e la miniserie sequel. Disegno di Zack Howard. Edizione italiana Panini Comics (2013)

Appassionato di fumetti, si dedica anche all'attività di scrittore in questo campo e a partire da metà degli anni duemila. Il successo arriva con il sociopatico superuomo di The Cape (del 2010) e la saga horror Lock & Key co-creata e disegnata da Gabriel Rodríguez. Lock & Key è accolta con clamore dai lettori e dalla critica che gli assegna il prestigioso Eisner Award for Best Author (ovvero il premio come miglior scrittore di fumetti). L'intera opera viene pubblicata dalla IDW Publishing (in Italia dalla Magic Press). Per questa casa editrice realizza diversi altri fumetti quali The Cape, Tales of the Dark Side, The Thumbprint. The Cape (del 2010) è, inizialmente un albo unico, che adatta un breve racconto di Hill tratto dall'antologia Ghosts. In questa storia l'autore ci offre la sua interpretazione in chiave revisionista di cosa potrebbe accadere a chi realizza il sogno di avere superpoteri. Attingendo ai lavori di Alan Moore, Rich Veitch, Grant Morrison (e molti altri), ci presenta un uomo in crisi per aver perso lavoro e amore, il quale ottiene i superpoteri che desiderava da piccolo. Le conseguenze non sono però la nascita di un nuovo supereroe che difende la Giustizia e il Sogno Americano ma (in un contesto realistico) la creazione di un semidio sociopatico che non può fare a meno di usare le sue capacità sovraumane per sfogare rabbia e frustrazione. Chris Ryall (editor IDW) si rende conto del potenziale nel suo adattamento fumettistico, anche se le tematiche trattate sono già esplorate da oltre due decenni, e ne commissiona un albo singolo. The Cape diviene subito sold-out e ottiene una nomination agli Eisner Award. Il nome di Joe Hill entra quindi prepotentemente nel mondo dei comic book, anche se vi aveva già lavorato in precedenza. La IDW vuole sviluppare la storia e gli viene subito commissionata una miniserie sequel (del 2011), a cui fa seguito un prequel e una storia sidequel (del 2018), che va a chiudere un buco narrativo di tre giorni nella storia originale. Da non sottovalutare l'apporto dello scrittore Joe Ciaramella che ha lavorato e contribuito a tutti gli script delle opere su The Cape.  In Tales from the Darkside vi è la versione a fumetti dello script originariamente realizzato da Hill per tre episodi del reboot della serie televisiva degli anni ottanta Un salto nel buio. Dopo l'annuncio di una nuova Tales from the Darkside e la realizzazione di un pilot da parte della The CW il progetto è stato bocciato. Per la IDW collabora inoltre con il padre Stephen King per realizzare i primi due albi della miniserie a fumetti (di 4 numeri) Road Rage del 2012, un tributo alla storia breve Duel di Richard Matheson a cui Joe e Stephen danno una loro particolare versione. In questo caso è una banda di motociclisti ad essere inseguiti da un bizzarro e inquietante camion. Nel terzo e quarto albo della miniserie è presente invece l'adattamento a fumetti del romanzo originale, curata da Ted Adams.
Il successo nel campo dei fumetti porta la DC Comics (il più importante editore di fumetti con la Marvel) ad offrire all'autore di lanciare una linea editoriale a fumetti che porti il suo nome e venga distribuita sotto l'imprint DC Black Label. Si tratta di un'etichetta dedicata ai lettori adulti (oltre i 17 anni) e permette alla DC di diversificare l'offerta dei suoi fumetti, pubblicando anche opere con tematiche più sofisticate e contenuti più espliciti a livello visivo e nel linguaggio. La nuova linea esordisce nel 2019 con la denominazione: Joe Hill Presents: Hill House Comics. Nel catalogo ufficiale della DC viene descritta come «schietta, sovversiva e terrificante, capace di continuare la tradizione dell'horror della storia DC, da House of Secrets a Sandman e oltre». L'editore Dan DiDio si dice entusiasta di aver portato Hill alla DC Comics ritenendolo l'autore giusto per rivitalizzare il genere horror della casa editrice. La prima ondata di titoli è composta da 5 serie limitate distribuite nel biennio 2019-2020. L'esordio avviene con Basketfull of Heads di Hill e Leomacs (ai disegni), il cui primo albo è distribuito il 30 ottobre 2019. A questo segue The Dollhouse Family di Mike Carey e Peter Gross, The Low, Low Woods di Carmen Maria Machado e Dani, Daphne Byrne di Laura Marks e Kelley Jones, Plunge di Joe Hill e Stuart Immonen. Tutte le opere sono supervisionate a livello creativo da Joe Hill il quale realizza per ogni albo una back-story dove viene serializzata in più parti la storia Sea Dogs. Di Basketful of Heads e Plunge è anche l'autore della storia principale. Hill non si vincola però alla DC con un contratto in esclusiva, ma vuole lasciarsi aperte le porte per lavorare con altri editori, in particolare con la IDW, la casa editrice che gli ha permesso di farsi conoscere ed apprezzare nel campo dei comics. A partire da fine dicembre del 2019 pubblica con la IDW una nuova serie limitata a fumetti dal titolo Dying is easy, con i disegni di Martin Simmonds. Si tratta di una storia di genere poliziesco che ha per protagonista un ex poliziotto che cerca di aver successo nel competitivo campo degli "stand-up comedian". Dato il successo riscontrato negli anni come scrittore di fumetti, Hill decide di concedersi un anno (tra il 2019 e il 2020) in cui si dedica esclusivamente a questa attività. Si trova infatti impegnato come curatore/supervisore della Hill House Comics ed è impegnato a scrivere almeno 4 albi a fumetti al mese, inoltre prevede di realizzare un sequel a Lock & Key, il cui adattamento televisivo è disponibile sulla piattaforma streaming Netflix dal 2020. Si dice entusiasta della possibilità di dedicarsi al mondo dei fumetti, perché da quando vi si è cimentato nel 2007 proprio con Lock & Key si è subito appassionato al processo creativo dietro la realizzazione di un comic book. Per quanto riguarda i fumetti degli anni duemila, ammira Saga di Brian Vaughan e Fiona Staples, Criminal di Ed Brubaker e Sean Phillips, 4 Kids Walk into a Bank dei Black Mask Studios. Per quanto riguarda il fumetto del passato, considera un capolavoro assoluto il Prince Valiant di Hal Foster, personaggio nato come striscia a fumetti nel 1937 e la cui pubblicazione è continuata nei decenni successivi. Hill arriva a dichiarare che l'opera di Foster pubblicata tra gli anni trenta e quaranta del XX secolo è stato il pinnacolo della produzione a fumetti.
Il 21 ottobre 2025 negli Stati Uniti uscirà il suo quinto romanzo King Sorrow.

## Opere

### Romanzi
- 2006 – Ghosts (20th Century Ghosts, Sperling & Kupfer, 2009 ISBN 978-88-200-4739-9)
- 2007 – La scatola a forma di cuore (Heart-Shaped Box, Sperling & Kupfer, 2007 ISBN 978-88-200-4354-4)
- 2010 – La vendetta del diavolo (Horns, Sperling & Kupfer, 2012 ISBN 978-88-200-5147-1)
- 2013 – NOS4A2 (Sperling & Kupfer, 2014 ISBN 978-88-200-5482-3)
- 2016 – The Fireman - l'uomo del fuoco (The Fireman, Sperling & Kupfer, 2016, ISBN 978-88-200-6091-6)
- 2016 – The Fireman - l'isola della salvezza (The Fireman, Sperling & Kupfer, 2016, ISBN 978-88-200-6090-9)
- 2017 – Un tempo strano (Strange Weather, Sperling & Kupfer, 2020, ISBN 9788820067113)
- 2019 – A tutto gas (Full Throttle: Stories, Sperling & Kupfer, 2019, ISBN 978-88-200-6842-4)

### Fumetti

#### IDW Publishing
- Locke & Key: Benvenuti a Lovecraft
- Locke & Key: Giochi mentali
- Locke & Key: la corona delle ombre
- Locke & Key: Le chiavi del regno
- Locke & Key: Ingranaggi
- Locke & Key: Alpha e Omega
- Kodiak n.1, Jason Ciaramella e Joe Hill (testi) - Nat Jones (disegni), albo unico, settembre 2010.
- The Cape n.1, Jason Ciaramella e Joe Hill (testi) - Zach Howard (disegni), albo unico, dicembre 2010.
- The Cape (Vol.2) nn.1-4, Jason Ciaramella e Joe Hill (testi) - Zack Howard (disegni), miniserie (conclusa), sequel dell'albo The Cape, luglio 2011 - gennaio 2012.
- Road Rage nn.1-4, Stephen King/Joe Hill/Ted Adams (testi) - Nelson Daniel (disegni), miniserie (conclusa), febbraio-maggio 2012.
- The Cape: 1969 nn.1-4, Jason Ciaramella e Joe Hill (testi) - Zack Howard (disegni), miniserie (conclusa), prequel di The Cape, luglio-ottobre 2012.
- Thumbprint nn.1-3, Jason Ciaramella (testi) - Vic Malhotra (disegni) - Joe Hill (consulente creativo), miniserie basata sull'omonimo racconto breve di Joe Hill (conclusa), giugno-agosto 2013.
- Wraith nn.1-7, Joe Hill (testi) - Charles Paul Wilson III (disegni), miniserie (conclusa), prequel del romanzo NOS4A2NOS4A2, novembre 2013 - maggio 2014.
- Shadow Show: Stories in Celebration of Ray Bradbury, volume che raccoglie nove storie a fumetti di vari autori e artisti che vogliono omaggiare le opere di Ray Bradbury, Joe Hill e Jason Ciaramella (testi) con Charles Paul Wilson III (disegni) realizzano la storia By The Silver Water of Lake Champlain. Distribuito l'8 luglio 2015.
- Tales from the Dark Side nn.1-4, Joe Hill (testi) - Grabriel Rodriguez (disegni), miniserie antologica (conclusa), giugno-settembre 2016.
- The Cape: Fallen nn.1-4, Jason Ciaramella (testi) - Zack Howard (disegni) - Joe Hill (co-creatore e consulente creativo), miniserie (conclusa), sidequel[3] di The Cape[1], giugno-dicembre 2018.
- Lock & Key: Nailed It n.1, Joe Hill (testi) - Gabriel Rodríguez (disegni) - Jay Fotos (artista per la copertina), albo unico, spin-off della saga Lock & Key pubblicata tra il 2008 e il 2013, oltre ad una nuova storia include contenuti speciali quali un "behind-the scene" (ovvero dietro le scene) della serie tv di Netflix e 5 pagine "preview" della nuova serie sequel di Lock & Key con ai disegni Martin Simmonds[7], distribuito a ottobre 2019[7].
- Dying is Easy nn.1-6, Joe Hill (testi) - Martin Simmonds (disegni), miniserie, dicembre 2019 -in corso.

#### Marvel Comics
- Spider-Man Unlimited n.8, Joe Hill (testi) e Seth Fisher (disegni) realizzano i testi di una delle 2 storie che compongono l'albo, serie antologica (conclusa con il n.15), maggio 2005.

#### Raccolte
- Joe Hill: The Graphic Novel Collection, Joe Hill e Jason Ciaramella (testi) - Zack Howard, Nelson Daniel, Vic Malhotra, Nat Jones, Charles Paul Wilson III (disegni) - Shane Pierce (artista per la copertina), volume brossurato di 384 pp. che raccoglie le seguenti serie a fumetti: The Cape, The Cape: 1969, Thumbprint, Kodiak e Wraith[7]. Editore: IDW Publishing[7]. Distribuito a dicembre 2019. ISBN 9781684054930

## Riconoscimenti
- Bram Stoker Awards
- World Fantasy Award
- International Horror Guild Award.

## Citazioni
- Il padre ha preso ispirazione da Joe per il famosissimo romanzo Shining e nell'edizione statunitense del 2007 dedica esplicitamente il romanzo al figlio con questa dicitura: "This is for Joe Hill King, who shines on"[9].

## Adattamenti in altri media
- Horns, film del 2013, diretto da Alexandre Aja con protagonisti Juno Temple e Daniel Radcliffe. Il lungometraggio si basa sul romanzo di Hill La vendetta del diavolo, pubblicato in USA nel 2010 e in Italia nel 2012.
- NOS4A2: serie televisiva trasmessa dal canale AMC dal 2 giugno 2019 e basata sull'omonimo romanzo di Joe Hill del 2013. In Italia è disponibile su Prime Video. La prima e seconda stagione sono composte ciascuna da 10 episodi e vedono Zachary Quinto nella parte del malvagio e immortale Charlie Manx.
- Il successo editoriale di Lock & Key ha suscitato inizialmente l'interessamento da parte della Fox per l'adattamento in serie tv, ma dopo la realizzazione del pilot il progetto viene bocciato. Subentra quindi la piattaforma in streaming a pagamento Netflix che opziona l'intera opera a fumetti e ne realizza una serie tv la cui prima stagione esordisce nel febbraio 2020[10].
- Black Phone (The Black Phone), regia di Scott Derrickson (2021)